# ContiTech TBS GmbH
ContiTech TBS GmbH — німецька компанія в Ганновері, світовий лідер у виробництві гумотехнічних виробів для гірничої промисловості.

## Характеристика
Виготовляє: повний спектр конвеєрних стрічок, матеріали для ремонту та стиковки всіх типів конвеєрних стрічок, матеріали для гумування барабанів і роликів стрічкових конвеєрів, спеціальні гуми для захисту від агресивного середовища, абразивного зносу, корозії та ерозії, налипання та замерзання, ремонтні матеріали і клеї для холодної та гарячої вулканізації.